# Viktor Anitsjkin
Viktor Anitsjkin (Russisch: Виктор Иванович Аничкин) (Sverdlovsk, 8 december 1941 –  Moskou, 5 januari 1975) was een voetballer uit de Sovjet-Unie.

## Biografie
Anitsjkin begon zijn carrière bij Dinamo Moskou en werd er landskampioen mee in 1963 en won de beker in 1967 en 1970. In 1972 was Dinamo verliezend finalist in de Europacup II, al speelde hij niet in deze wedstrijd. Hij beëindigde zijn carrière dat jaar bij Dinamo Brjansk.
Hij speelde ook 20 wedstrijden voor het nationale elftal en werd vicekampioen op het EK 1964. Hij maakte zijn debuut in mei 1964 in een vriendschappelijke wedstrijd tegen Uruguay. Door een blessure miste hij twee jaar later het WK.  Hij overleed op amper 33-jarige leeftijd aan hartfalen.